# Scopula impropriaria
Scopula impropriaria är en fjärilsart som beskrevs av Walker 1861. Scopula impropriaria ingår i släktet Scopula och familjen mätare. Inga underarter finns listade.